# 銅酸化物超伝導体
銅酸化物超伝導体（どうさんかぶつちょうでんどうたい）は、酸化銅を含み超伝導現象を示す化合物。

## 概要
他の超伝導物質の転移温度はいずれも液体窒素の沸点（−195.8 °C, 77 K）よりも低い温度で超伝導状態になるため冷媒として液体ヘリウムの使用が必要だった。1986年4月にジョージ・ベドノルツとアレックス・ミューラーにより銅酸化物超伝導体が発表された事により、研究が進展した。その後、20年以上にわたり、研究が進められたが、線材化が困難なため、バルク状高温超電導体として使用され、実用化には時間がかかった。2000年以降にようやくREBCO線材が実用化され、普及し始めた。

## 構造

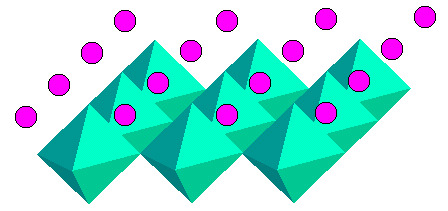
ペロブスカイトの2次元構造

結晶構造としてペロブスカイト構造を基礎とした結晶構造の YBa2Cu3O7-δ や Bi2Sr2Ca2Cu3O10 で CuO2八面体のような銅酸化物が2次元のシート状に広がっていて、シートの上下にはランタノイド等による伝導をブロックする層があり、銅酸化物層とブロック層が交互に積層する構造を有するという特徴がある。
高温超伝導においてシート状に並んだ MO2 八面体層と金属Rの層が交互に配置しているペロブスカイト構造による2次元的な電気伝導が、重要な役割を果すとされる。

## 応用
線材化される事により送電線、超電導リニア、核磁気共鳴分光計、MRIなどへの応用が期待される。